# Gornji Rakani
Gornji Rakani je naseljeno mjesto u sastavu općine Bosanski Novi, Republika Srpska, BiH.

## Stanovništvo
| Gornji Rakani      |            |
| godina popisa      | 1991.      |
| Srbi               | 254 (100%) |
| Hrvati             | 0          |
| Muslimani          | 0          |
| Jugoslaveni        | 0          |
| ostali i nepoznato | 0          |
| ukupno             | 254        |